# Fondation Fernet-Branca
Pour les articles homonymes, voir Fernet-Branca, Distillerie Fernet-Branca, Fernet et Branca.
La fondation Fernet-Branca est un espace de plus de 1 500 m2 destiné à l'art contemporain. Il a ouvert ses portes en 2004 à Saint-Louis à la suite de l'arrêt de la production du Fernet-Branca le 22 juillet 2000. Prenant place dans l'ancienne distillerie, il a tout d'abord la forme d'un musée avant de devenir une fondation d'utilité publique en 2011.

## Histoire de la fondation

### Histoire de Fernet-Branca
L’histoire de cette distillerie ludovicienne commence à Bâle, le 22 juillet 1907, date à laquelle l’entreprise de construction Broggi et Appiani, « entrepreneurs de travaux en maçonnerie et ciment », dépose une demande d’autorisation de bâtir au maire de Saint-Louis pour le compte de la famille Branca de Milan, selon les plans de l’architecte milanais G. Merlini.
Ce permis est accordé le 25 juillet par le maire Jules Tilger.
Un impressionnant bâtiment d’une longueur de 50 mètres sera construit sur un terrain qui longe la voie ferrée, sis 2 rue du Ballon, où l’activité de distillerie débute en 1909 et produit un digestif aux plantes amères appelé « Fernet Branca » : du nom de son inventeur, le Dr Fernet, médecin et herboriste, et Branca, propriétaires de la fabrique. 
Le Dr Fernet a fabriqué une poudre et Bernardino Branca l’a transformée en liqueur.
Dans les caves du bâtiment sont installés des fûts de chêne géants destinés au vieillissement de la liqueur, créés sur place par l’artisan tonnelier strasbourgeois Rodolphe Fruhinsholz.
La distillerie de Saint-Louis produira en moyenne 300 000 bouteilles par an.

### De ladistillerie Fernet-Brancaà l'Espace d'Art contemporain
L'idée est née en février 2003, lors de la visite des lieux par Jean Ueberschlag, député-maire, et Jean-Michel Wilmotte, architecte, à l'occasion de la mission confiée par le Conseil Municipal de Saint-Louis au Cabinet Wilmotte chargé de définir un nouveau projet urbain pour Saint-Louis.
Le projet de transformer l'ancienne distillerie Fernet-Branca en musée d'art contemporain s'inscrit dans l'environnement transfrontalier de Saint-Louis avec à Bâle, la fondation Beyeler, le musée Tinguely, le Schaulager, l'exposition annuelle "Art Basel" et à Weil am Rhein, en Allemagne, le "Vitra Design Museum".
Avec cette réalisation, il s'agissait de doter Saint-Louis et sa région d'un lieu d'exposition d'art contemporain qui complète l'offre culturelle proposée en plein centre ville de Saint-Louis par les équipements structurants existants : la Médiathèque "Le Parnasse" ouverte en 1993, trois salles de cinéma, un théâtre à l'italienne "La Coupole", construit en 1999, et le café littéraire.
Dorénavant, et grâce à Saint-Louis, son Pays occupera une belle place dans ce magnifique réseau culturel trinational autour de Bâle.

### Notice architecturale
Le projet d'aménagement de l'ancienne usine Fernet-Branca en un lieu d'exposition participe de la volonté de la Ville de Saint Louis d'assurer son développement culturel. Dans le cadre de ce développement, un lieu destiné à mettre en valeur des artistes contemporains et à accueillir de grandes manifestations publiques était indispensable.
Ce bâtiment dont l'ensemble est classé à l'inventaire des Monuments Historiques fait partie de la mémoire industrielle de la ville. Sa situation géographique en plein cœur de la ville, et surtout la beauté de ses grands volumes nous a conduit à envisager la réhabilitation de ce bâtiment industriel en un espace d'exposition élégant et singulier. Sans avoir à effectuer de très lourdes modifications le projet profitera du fonctionnement clair et rationnel de cet espace tout en mettant en valeur les objets de son histoire.
L'intervention architecturale très simple a pour but de donner un lieu à l'artiste tout en clarifiant les parcours. La cour est mise en valeur comme premier lieu d'exposition et noyau central des circulations vers trois grandes salles existantes.
dans un parcours tout autour de la cour, le visiteur traverse des salles découpées de grandes cimaises blanches cloisonnant l'espace en des alcôves plus calmes, lieu de contemplation des œuvres. La lumière naturelle venant de la cour vient éclairer les circulations alors que seul un éclairage artificiel précis vient éclairer chaque œuvre au cœur de son alcôve.
Couleurs sobres (noir, blanc et gris) et lumières sont là pour mettre en valeur le parcours imaginé par l'artiste et ne pas distraire des œuvres exposées tout en conservant l'âme du lieu.
- Le musée a ouvert ses portes au public le 15 juin 2004 à l'occasion d'Art Basel et inaugure l'Espace d'Art Contemporain avec l'exposition de Lee Ufan. Puis ont suivi de nombreuses expositions d'envergure lors des 5 premières années d'existence;

Paul Rebeyrolle, Antoni Clavé, Georges Mathieu, Olivier Mosset, Faces à Faces, Nicole Hassler, salon des graveurs XYLON, Serge Poliakoff, Charles Pollock, Ronan Barrot, et Olivier Debré.
Pierre-Jean Sugier est le directeur de la fondation depuis novembre 2013.